# Illa Pitcairn
L'illa Pitcairn, junt amb l'illa Henderson, l'atol Oeno i l'illa Ducie, formen la colònia britànica de les illes Pitcairn. L'illa és famosa pels seus habitants, una cinquantena d'habitants de nou famílies, per la qual cosa són l'entitat política més petita del món. La major part dels habitants són els descendents dels amotinats del HMS Bounty i de les seves dones tahitianes.

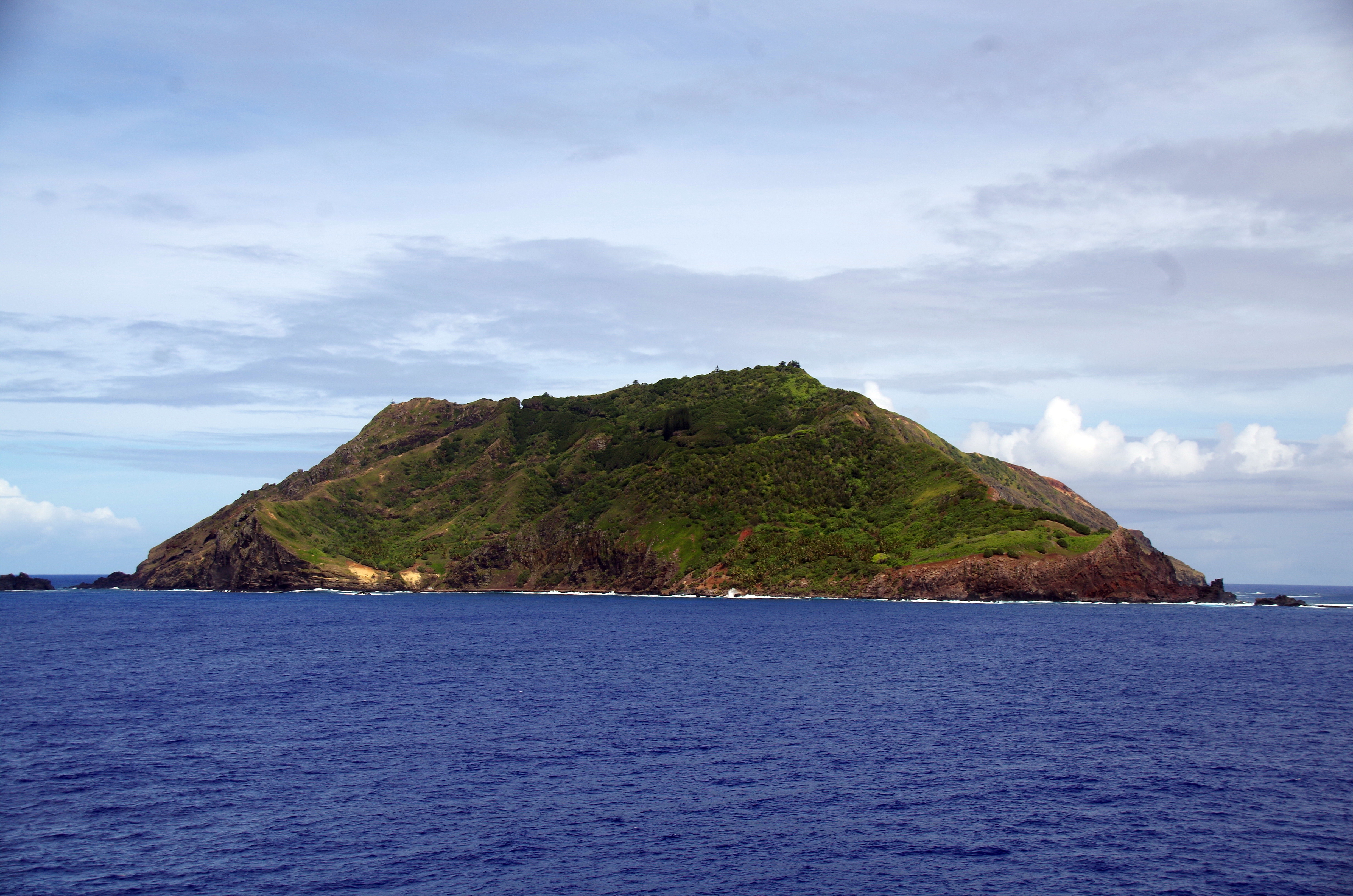
Illa Pitcairn

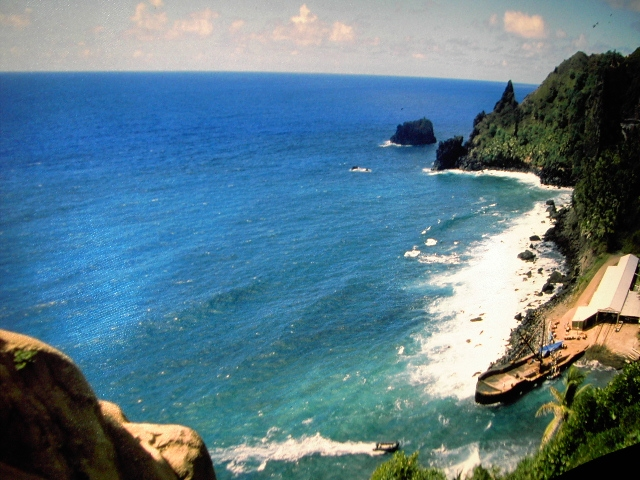
Illa Pitcairn

## Geografia
Amb només 5 km² és un dels llocs habitats més remots del món. Les illes habitades més properes són l'illa de Pasqua, 2.000 km a l'est, i l'illa Mangareva, 500 km a l'oest.
L'illa és d'origen volcànic, amb una costa de penya-segats esquerps. Contràriament a moltes altres illes del Pacífic Sud, no està rodejada d'esculls de corall que protegeixin la costa. L'únic accés és a la badia Bounty, amb un petit moll. No té cap port ni aeroport. L'únic poble és Adamstown prop de la badia Bounty.
El perfil és suau, amb una altitud màxima de 346 m sobre el nivell del mar.
El terra volcànic i el clima tropical amb abundants precipitacions fan que el sòl sigui productiu.
La temperatura mitjana està entre 19 i 24 °C. La precipitació anual és de 1.800 mm.
Com que no hi ha rius ni llacs, l'aigua potable es recull de la pluja amb cisternes.

### Fauna

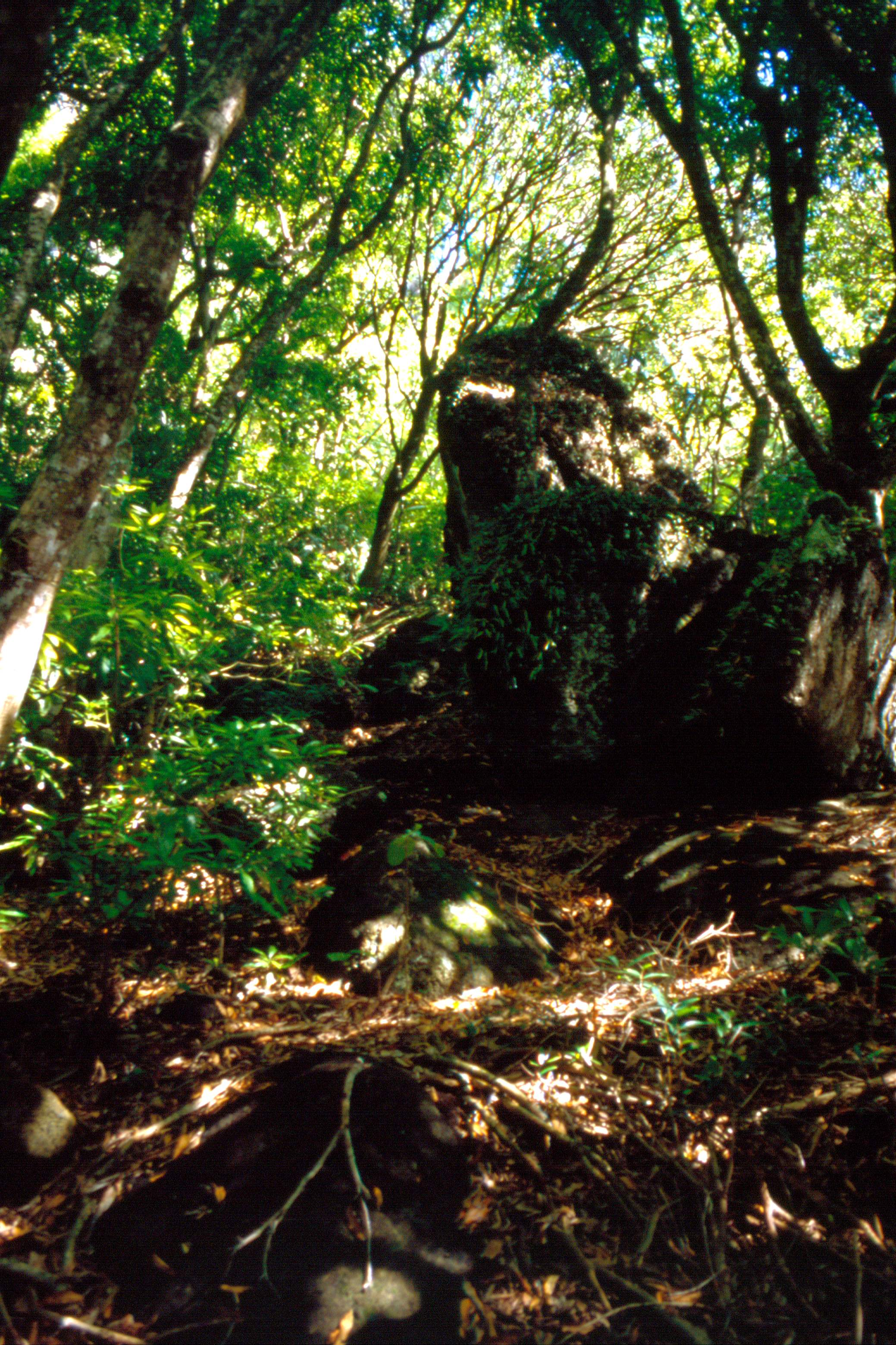
Vegetació pròpia de l'illa

La fauna terrestre original es limita a insectes i sargantanes. La introducció de rates s'ha convertit en un problema. No hi ha animals perillosos per l'home.
En els escarpats de la costa nien gran quantitat d'ocells marins.
Degut a l'absència d'esculls de corall, la pesca és a mar obert. Abunden els taurons, orades, barracudes i tonyines. Un cop a l'any es veuen migracions de balenes.

## Història
El 1790, els amotinats del HMS Bounty i les seves companyes tahitianes es van establir a l'illa. El fet que el descobridor Philip Carteret calculés malament la seva situació, i el perfil difícilment accessible de l'illa, van ajudar a fer que no fossin descoberts. El grup consistia en nou amotinats: el cap Fletcher Christian, Ned Young, John Adams, Matthew Quintal, William McCoy, William Brown, Isaac Martin, John Mills i John Williams. Avui la majoria d'habitants de Pitcairn continuen portant aquests cognoms. També els acompanyaven sis tahitians i tretze tahitianes. Els amotinats van buidar el Bounty i li van calar foc a la badia Bounty on se n'han trobat les restes.
Encara que van aprendre a sobreviure bastant confortablement, les malalties i la violència van provocar problemes. La violència va sorgir en haver-hi menys dones que homes, i al fer el repartiment de l'illa entre les famílies dels amotinats deixant de banda els homes tahitians.
Al cap de nou anys només quedaven dos dels amotinats, onze dones tahitianes i els seus fills. Un any abans de morir Young de malaltia, va ensenyar a llegir a John Adams utilitzant la Bíblia del Bounty.
L'any 1808, divuit anys després d'establir-se a l'illa, van ser descoberts pel capità nord-americà Mayhew Folger del Topaz. El capità, rebut per Dimarts-Octubre Christian, el fill gran de Fletcher Christian, va quedar impressionat per la pròspera comunitat de dones i nens sota la tutela d'Adams. Aquest havia fet una escola on l'ensenyament de la Bíblia era una part important. La Marina anglesa va considerar que l'empresonament d'Adams seria un acte cruel i inhumà per la resta de la comunitat. John Adams va morir el 1829.
El 1831 els illencs van abandonar Pitcairn per emigrar a Tahití, però van tornar sis mesos més tard incapaços d'adaptar-se a una nova illa.
El 1838, Pitcairn es va convertir en la primera colònia britànica al Pacífic i també el primer territori a reconèixer el dret de vot a les dones
La superpoblació, amb 193 habitants l'any 1856, va ser un problema. Tota la comunitat es va traslladar a l'illa Norfolk, entre Nova Zelanda i Austràlia. Cinc anys més tard 44 ja havien tornat a Pitcairn, fins que es va prohibir la immigració.
El 1887 Gran Bretanya va annexionar oficialment l'illa, posant-la sota la jurisdicció del governador de Fiji. Des del 1970 el governador de Pitcairn és l'alt comissionat de Nova Zelanda.
Actualment la viabilitat de la colònia és posada en dubte després de les al·legacions d'abusos sexuals durant anys a menors d'edat. L'octubre del 2004 sis homes, inclòs el batlle Steve Christian, van ser acusats de violació i abusos a menors.

## Població

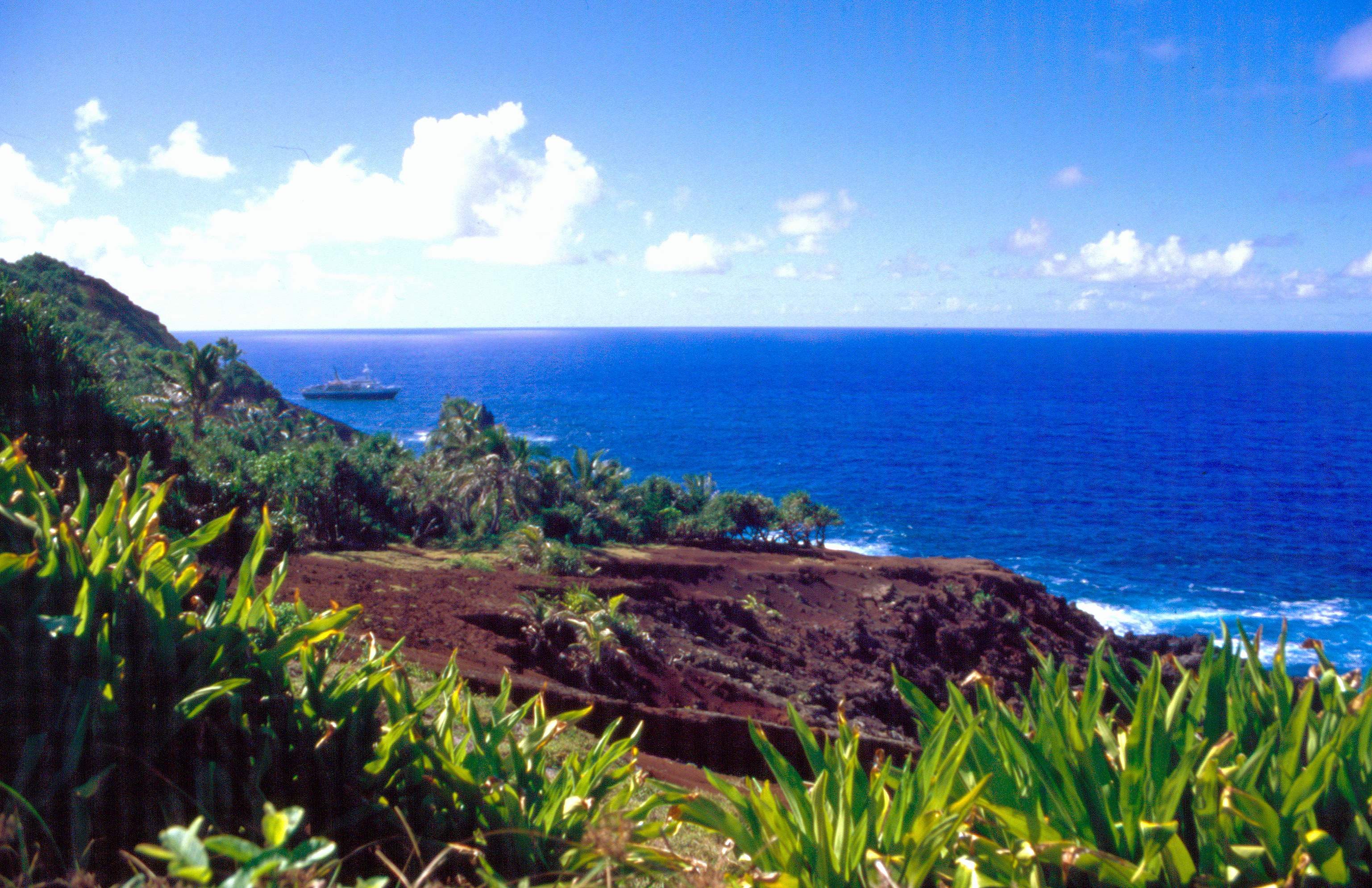
Costa de l'illa

La majoria dels residents a Pitcairn són descendents dels amotinats del Bounty i de les seves companyes tahitianes i resideixen exclusivament al llogarret d'Adamstown. Són mestissos europeus i polinesis. Hi ha un alt grau de relacions familiars entre la població. També tenen estretes relacions amb l'illa de Norfolk. Després d'una màxima població de 233 habitants el 1937, l'emigració, sobretot a Nova Zelanda, ha reduït la població a 47 l'octubre del 2004.
Tots els habitants són membres de l'Església Adventista del Setè Dia. La societat segueix uns costums puritans amb la prohibició de l'alcohol i dels balls.
La llengua de Pitcairn és una llengua criolla derivada de l'anglès del segle xviii amb elements de tahitià. Es parla com a llengua materna i s'ensenya juntament amb l'anglès estàndard. Està estretament relacionada amb la llengua criolla de l'illa Norfolk degut al repoblament a mitjans del segle xix pels illencs de Pitcairn.

## Infraestructures
A Pitcairn no hi ha port ni aeroport. Els illencs accedeixen als ferris ancorats a mar oberta amb barques des de la badia Bounty.
No hi ha carreteres, només camins sense asfaltar per on circulen alguns vehicles tot terreny.
Una centraleta telefònica proporciona el servei de telefonia local. Les comunicacions amb l'exterior es fan amb telèfons via satèl·lit i amb estacions de radioaficionat. Es disposa d'una connexió a internet via satèl·lit. El codi de domini de Pitcairn és «.pn».

## Economia
El sòl fèrtil produeix una varietat de fruits i hortalisses: cítrics, canya de sucre, síndries, bananes, nyams i mongetes.
La major part d'ingressos provenen de la venda de segells per a col·leccionistes, la utilització del nom de domini a internet i el comerç amb els vaixells de pas. Tres cops a l'any els vaixells de Gran Bretanya a Nova Zelanda passen per Pitcairn, i s'aprofita per a l'intercanvi de béns i la venda de records als passatgers.